# 妙心寺
妙心寺（みょうしんじ）是位在日本京都府京都市右京區的寺院，臨濟宗妙心派大本山。山號「正法山」（しょうぼうざん）。本尊釋迦如來、開基（創立者）為花園天皇、開山（初代住持）為無相大師關山慧玄。原為花園天皇的離宮萩原殿，天皇退位後改建成禪寺，以伽藍為中心，周圍建立許多塔頭寺院，形成一大寺院群，被京都市民稱為西之御所。日本臨濟宗約6,000寺之中，約3,500寺屬於妙心寺派。

## 历史

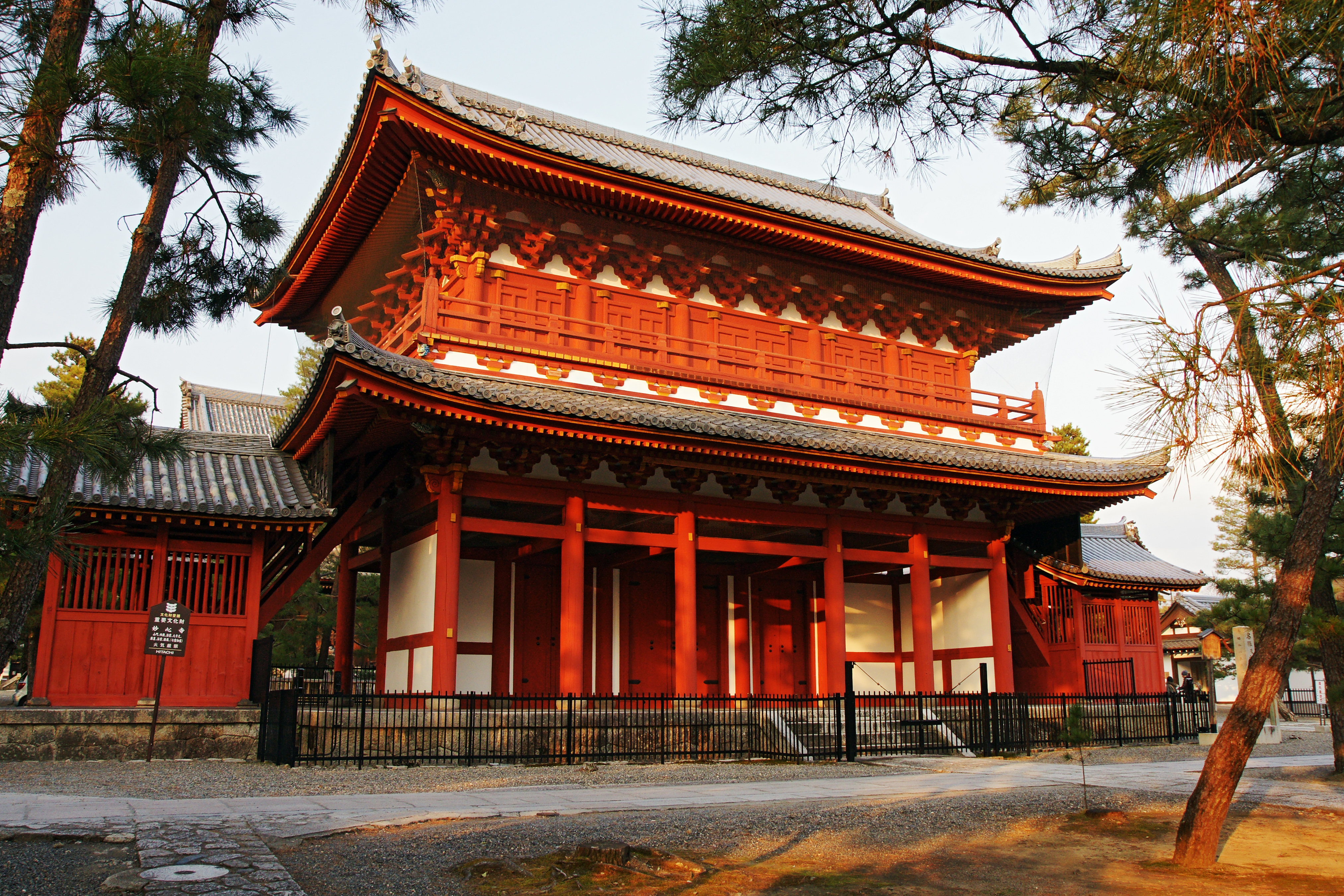
三門

建武4年（1337年），宗峰妙超病笃，花园法皇请求推荐下任主持，他于是命弟子关山慧玄(無相大師)继承衣钵，花园法皇捐献离宫，关山慧玄重新命名为：“正法山妙心寺”。 12月22日，宗峰妙超圆寂。
花园法皇在妙心寺旁边建立了玉凤院，他追随关山慧玄修行。
历应5年（1342年），花园法皇再度捐献仁和寺花园御所。妙心寺基本成型。
贞和3年（1347年7月22日），花园法皇书写了“往年御宸翰”。
贞和4年（1348年11月11日），花园法皇圆寂，享年52岁。
延文5年（1360年12月12日），关山慧玄在风水泉老树旁坐化圆寂。后一度改名“龙云寺”，并且被改宗為天台宗並附屬於青蓮院。
永享4年（1432年），日峰宗舜由尾张犬山（今爱知县犬山市）的瑞泉寺而来，建立了开山堂，妙心寺走向中兴。
應仁元年(1467年)，妙心寺應應仁之亂而被燒毀，在住持雪江宗深之領導下，妙心寺得以修復，還完成了開山祖師頂相及寺史《正法山妙心禪寺記》。
戰國時代，利贞尼购买仁和寺的土地捐献给妙心寺。
永正6年（1509年），妙心寺回复原样，建筑了七堂伽蓝、塔院、龙泉庵、东海庵。
大永3年（1523年），再度建筑了圣泽院。
大永6年（1526年），再次建造了灵云院。此时，妙心寺形成了“龙泉派、东海派、灵云派、圣泽派”四派、“龙泉庵、东海庵、灵云院、圣泽院”四本庵的局面。
明治元年（1868年），明治天皇颁布神佛分离令，开始廢佛毀釋，妙心寺虽受冲击，但也无恙。
昭和3年（1928年），妙心寺選擇台灣20所重要寺廟頒贈今上天皇御壽牌，至今嘉義縣新港鄉新港奉天宮與台南市鹽水區修德禪寺仍保存。奉天宮所藏的部份於2013年，獲文化部及嘉義縣政府審定登錄為嘉義縣文化資產。
昭和10年（1935年），妙心寺已有六百周年历史。

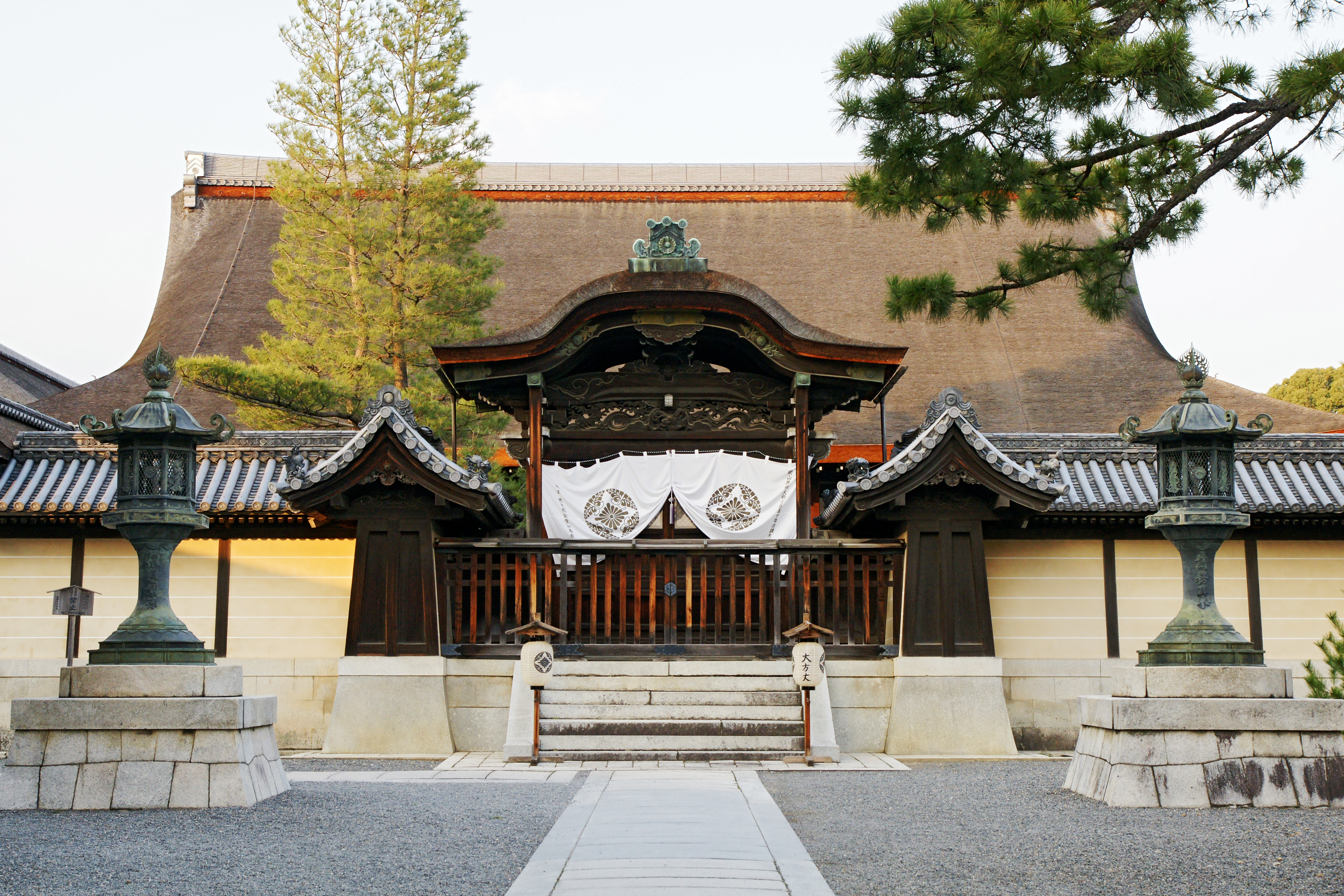
大方丈

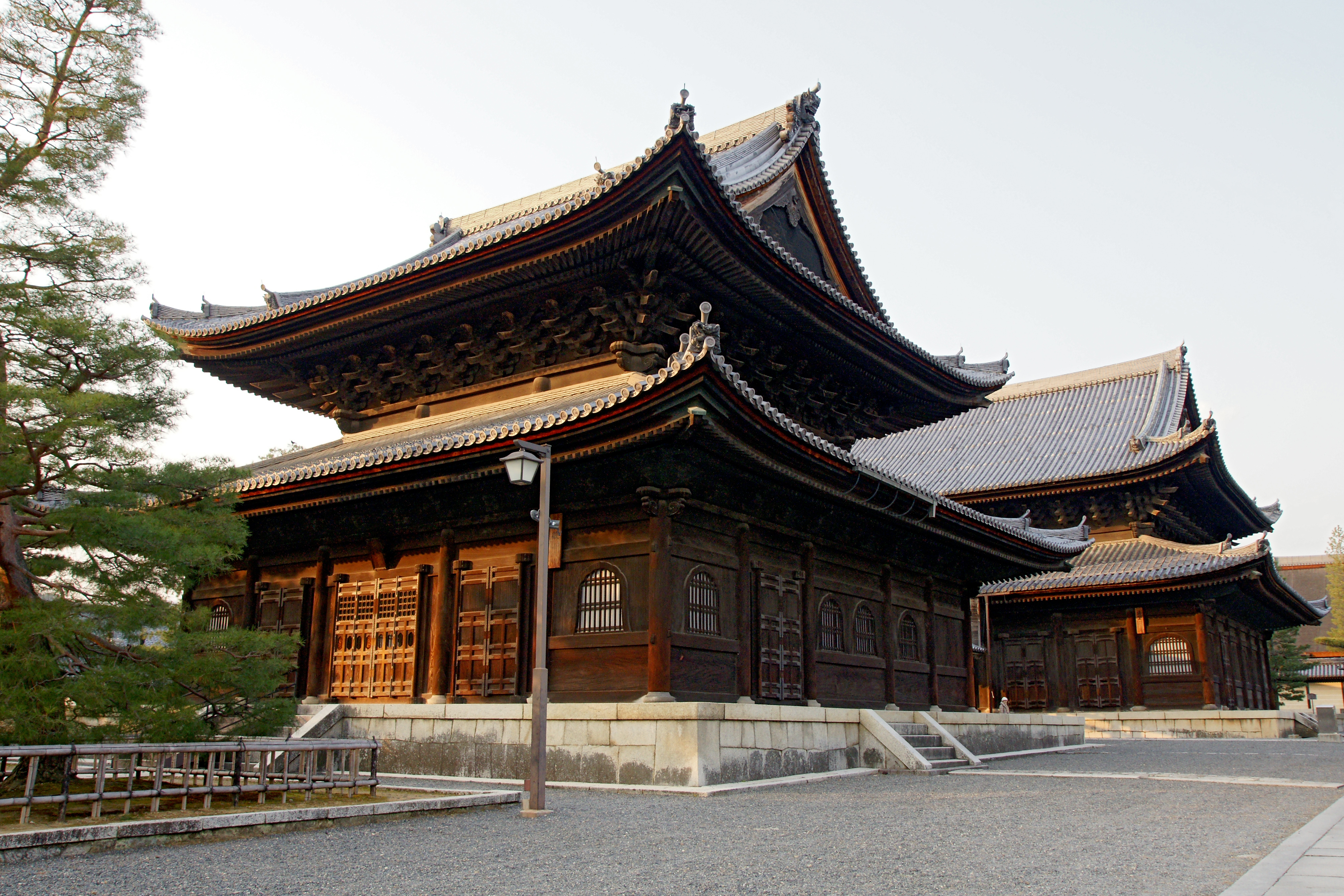
佛殿、法堂（後）

## 建筑
- 三门：寓意「解脫三門」，即空、無相、無作，意指過此門即入菩提之境。[1]
- 敕使门
- 佛殿
- 法堂
- 居室
- 开山堂
- 大方丈
- 小方丈
- 浴室
- 经藏
- 天球院
- 玄关方丈
- 衡梅院方丈
- 灵云院书院
- 玉凤院
- 东海庵
- 退藏院
- 灵云院
- 黄钟调之钟
- 云龙图

## 历代高僧
- 宗峰妙超
- 关山慧玄

## 關連項目
- 花園大學
- 仙洞御所

## 外部連結
- 妙心寺（页面存档备份，存于）